# Metrofor
Metrofor（ポルトガル語: Metrô de Fortaleza）は、ブラジルの都市フォルタレザにて運行中の都市鉄道・地下鉄である。

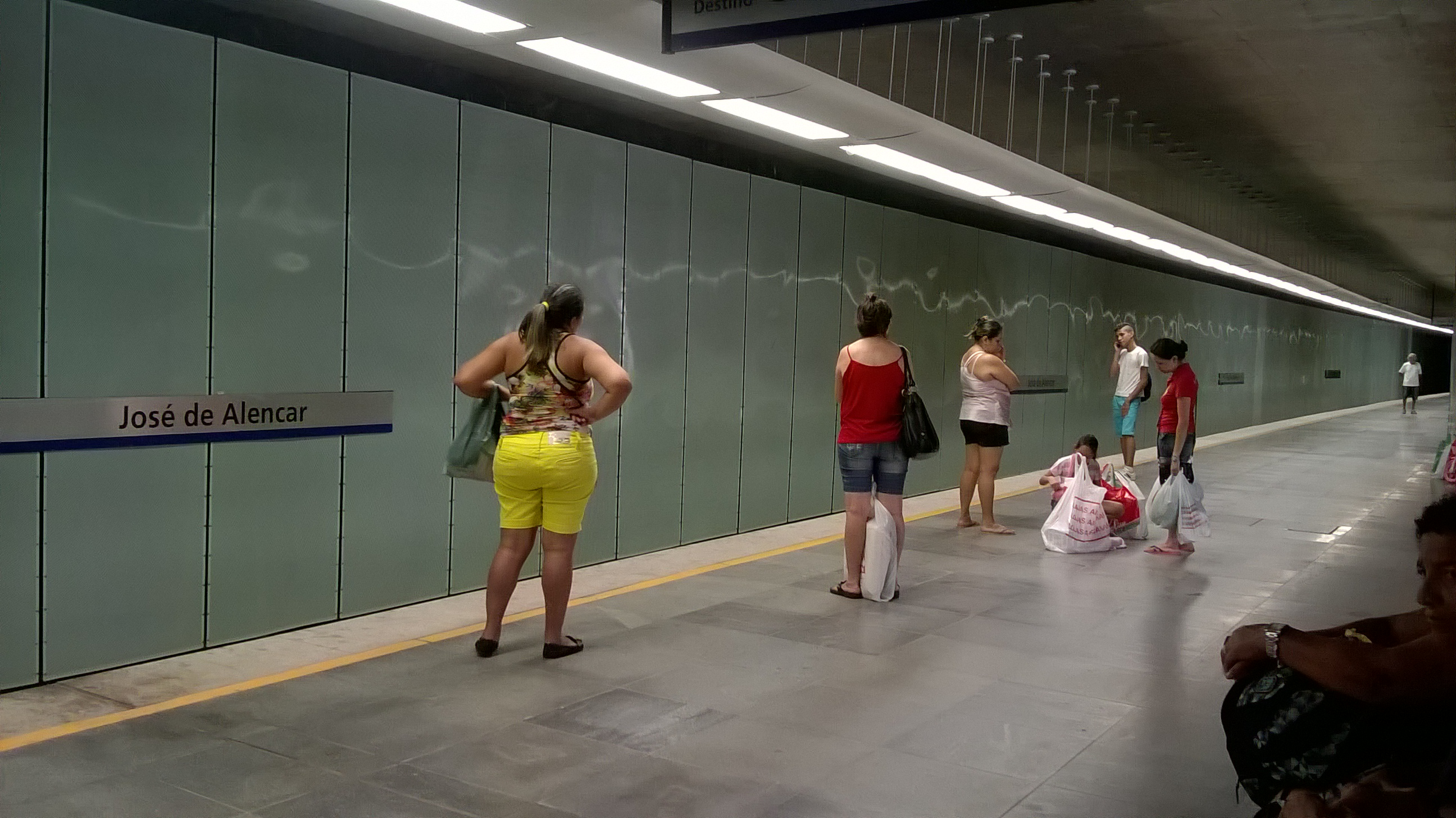
ホセ・デ・アレンシャル駅

## 概要
2012年6月15日、これまでCTBUによって2路線の近郊鉄道として運行されていた路線をMetroforが引き継ぎ、新たにフォルタレザメトロとして一部電化・近代化し運行が開始されたされたものである。軌間は従来と同じ狭軌（1000mm）。現在、東線の工事が行われており、これが完成すると4路線の都市鉄道となる予定である。

## 車両
ETR200形電車が4両編成で運行されている。半自動ドアを使用している。

## 路線
| Linhas   | 路線名 | 種類         | 開業年 | 距離    | 駅数 | 区間                                         |
| -------- | ------ | ------------ | ------ | ------- | ---- | -------------------------------------------- |
| Sul      | 南線   | 都市鉄道     | 2012年 | 24.1 km | 18   | Central – Chico da Silva ↔ Carlito Benevides |
| Oeste    | 西線   | 都市鉄道     | 2014年 | 19.5 km | 10   | Caucaia ↔ Central - Chico da Silva           |
| Nordeste | 北東線 | ライトレール | 2018年 | 13.2 km | 8    | Parangaba ↔ Mucuripe                         |
| Leste    | 東線   | 都市鉄道     | 建設中 | 7.3km   | 5    | Central – Chico da Silva ↔ Papicu            |

南線、西線、北東線の3路線が運行中である。南線は既存の近郊鉄道路線に加えて、中心部に3.9 kmの地下区間が新設開業。4つの地下駅が新設された。西線は既存の鉄道路線を改修してフォルタレザメトロに組み入れられ、電化等の近代化が進められた。北東線は貨物路線を改修したもので、ライトレール路線として運行され、ディーゼル車が使われている。東線は全区間が新設の地下鉄として建設が進められている。

## ギャラリー

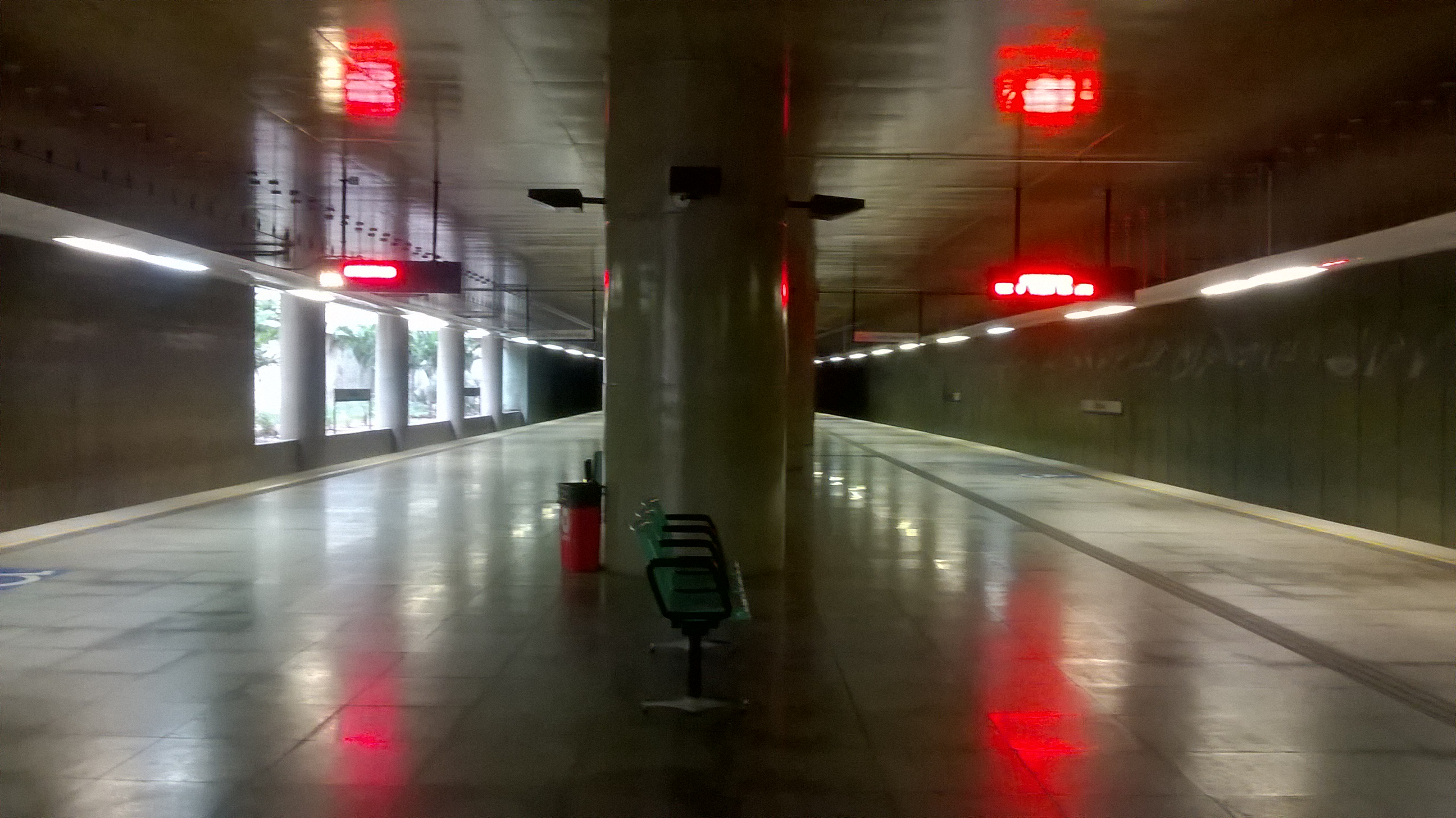
ベンフィカ駅のホーム
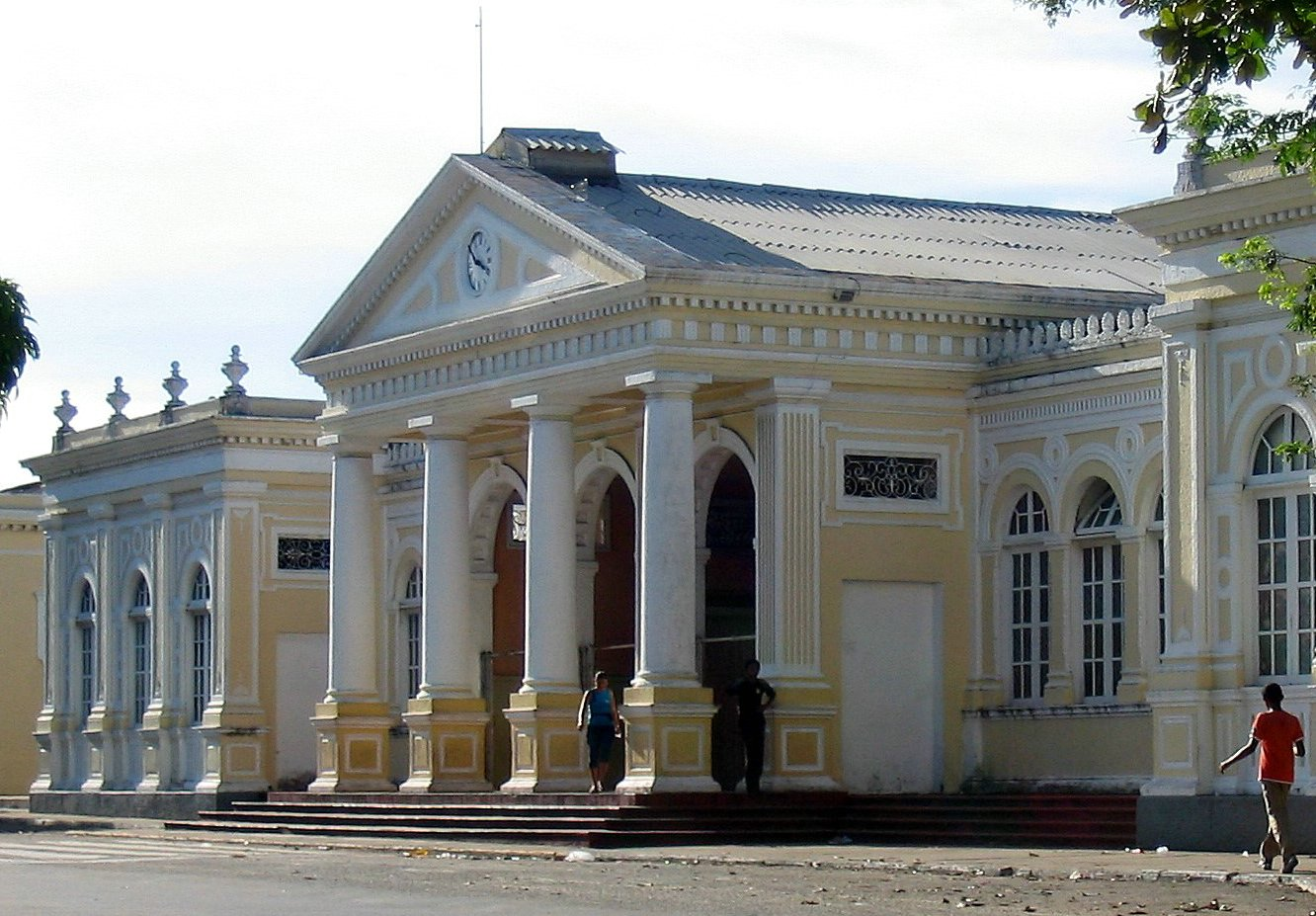
ジョアン・フェリペ駅の駅舎
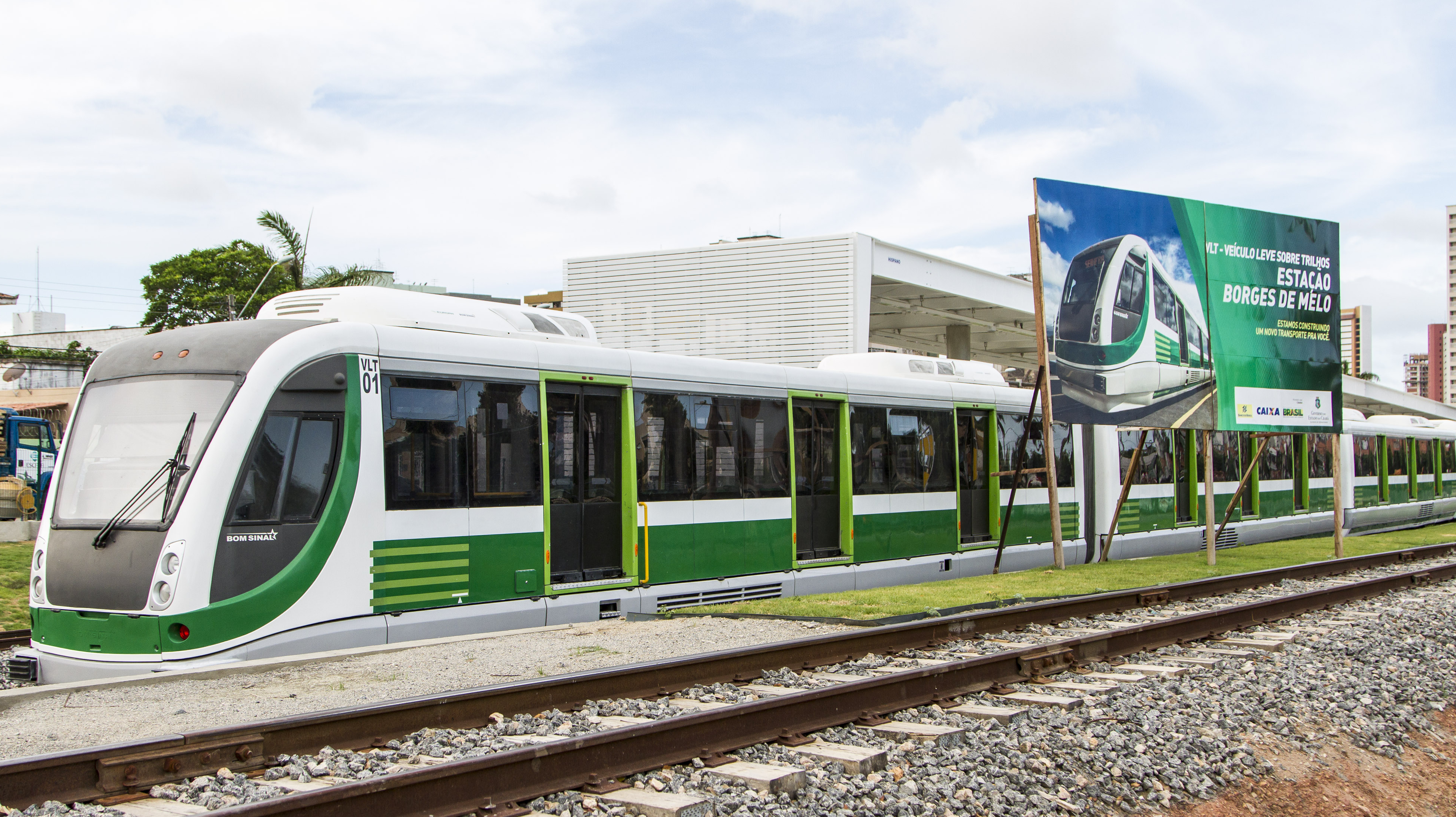
ライトレール気動車